# Acid phosphatase
Acid phosphatase (EC 3.1.3.2, acid phosphomonoesterase, phosphomonoesterase, glycerophosphatase, acid monophosphatase, acid phosphohydrolase, acid phosphomonoester hydrolase, uteroferrin, acid nucleoside diphosphate phosphatase, phosphohydrolase đơn cực phosphoric (acid tối ưu)) là một phosphatase, một loại enzyme, được sử dụng để giải phóng các nhóm phosphoryl gắn kết từ các phân tử khác trong quá trình tiêu hóa. Nó có thể được phân loại thành phosphomonoesterase. Acid phosphatase được lưu trữ trong lysosome. Enzyme này có mặt ở nhiều loài động thực vật.
Các dạng acid phosphatase khác nhau được tìm thấy trong các cơ quan khác nhau, và mức độ huyết thanh của chúng được sử dụng để đánh giá sự thành công của việc điều trị ung thư tuyến tiền liệt. Trong quá khứ, chúng cũng được sử dụng để chẩn đoán loại ung thư này.
Nó cũng được sử dụng như là một yếu tố di truyền học để phân biệt hai dòng máu khác nhau của bệnh bạch cầu cấp tính lympho. 

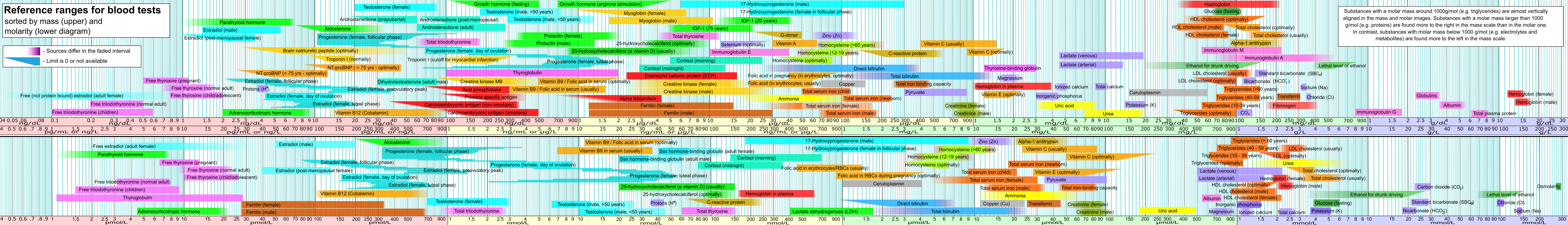
Phạm vi tham khảo cho các xét nghiệm máu, hiển thị acid phosphatase màu đỏ ở bên trái.

Các enzyme Phosphatase cũng được các vi sinh vật đất sử dụng để tiếp cận các chất dinh dưỡng phosphat gắn kết hữu cơ. Một bài kiểm tra về tỷ lệ hoạt động của các enzyme này có thể được sử dụng để xác định nhu cầu sinh học của phosphate trong đất. Trong một số rễ cây, carboxylates giải phóng hoạt động acid phosphatase, giúp vận chuyển phosphor trong đất thiếu dinh dưỡng.
Một số vi khuẩn như Nocardia, có thể làm giảm enzyme này và sử dụng nó như một nguồn carbon.

## Gen
Các gen sau mã hóa các thành phần polypeptide cho các isoenzyme acid phosphatase khác nhau.
- ACP1
- ACP2
- ACPP (ACP3), Prostatic acid phosphatase
- ACP5, Tartrate-resistant acid phosphatase
- ACP6
- ACPT, Testicular acid phosphatase
- Tissue acid phosphatase, or Lysosomal acid phosphatase